# 陳曉娟 (運動員)
陳曉娟（1988年5月18日—），台灣女子足球運動員，曾代表中華台北女子足球代表隊出賽各項國際賽事，在場上主司進攻中場、影子前鋒 。

## 球員生涯
陳曉娟是銘傳大學女足隊末代成員，球隊解散之後，她轉學至國立台灣體育學院。2010年4月27日，陳曉娟與譚汶琳通過西班牙的皇家瓦拉杜立德(Real Valladolid Femenino)女足隊測試，成為繼林曼婷之後，第二與第三名與該球隊簽約的台灣球員。2014年4月12日，台灣木蘭足球聯賽第一季賽事開打，她穿上15號球衣並加盟花蓮台開女子足球隊，協助花蓮台開拿下2014年與2015年的聯賽冠軍。
因為可愛甜美，傻妞積極認真的個性，得到教練及隊友青睞，人緣好隨和不做作個性，許多粉絲球迷都深受吸引，在粉絲群內有中華足球甜心之稱。
2015年11月29日，在台灣木蘭足球聯賽第二季賽事的最後一場比賽對決台中藍鯨後，宣布退役。